# Bibiche (rivière)
Pour l’article homonyme, voir Bibiche (homonymie).
La Bibiche, est un ruisseau de deuxième catégorie, dans le département de la Moselle, en région Grand Est, et un affluent droit de la Moselle, donc un sous-affluent du Rhin.

## Géographie
De 22,6 km de longueur, la Bibiche prend sa source à Bettelainville, entre le village d'Altroff et le lieu-dit le Trou du Tonnerre, à 258 m d'altitude.
La Bibiche conflue en rive droite dans la Moselle à Basse-Ham, à 149 m d'altitude. 

### Communes et cantons traversés
Dans le seul département de la Moselle, le ruisseau la Bibiche traverse les dix communes de Bettelainville (source), Trémery, Luttange, Metzeresche, Volstroff, Metzervisse, Distroff, Kuntzig, Valmestroff, Basse-Ham (confluence).
Soit en termes de cantons, la Bibiche prend source et conflue dans le même canton de Metzervisse, mais traverse le canton de Vigy, le tout dans les arrondissements de Thionville  et de Metz.

### Toponyme
La commune homonyme de Bibiche est plus à l'est dans le département de la Moselle, et séparée par les bassins versants de la Canner, l'Anzeling.

## Hydronymie
En francique lorrain : d'Bibésch.
Le mot Bibiche vient de Bieber qui signifie « castor », la Bibiche est donc le ruisseau des castors.
L'allemand Bieber et le français Bièvre ont probablement la même origine qui serait le mot gaulois Bebros.

## Affluents
La Bibiche a un seul affluent réfèrencé
- le ruisseau le Diebach (rd), 2,6 km sur la seule commune de Luttange (A8620360)[6].

Le rang de Strahler est donc de deux.

## Hydrologie
Les crues de la Bibiche s'étendent jusque sur la commune de Kœnigsmacker.

## Tourisme
Visitez notre patrimoine avec le stade du JS Kuntzig donnant à un accès direct sur le ruisseau.
Si vous êtes un amateur de football, vous pouvez vous y rendre pour assister aux matchs de division amateure.
Vous bénéficierez d'un accès facile sur le city stade avec un revêtement bleu récent.
L'accès à d'autres communes comme Distroff ou à Valmestroff est très simple et vous pouvez vous y rendre à pied en quelques minutes ou en VTT. Il vous suffit de suivre la rive droite en passant dans les champs des agriculteurs locaux ou encore la possibilité de traverser le bois pour se rendre à Valmestroff se présente à vous. 
Les paysages se diversifient au fur et à mesure de votre avancée. Des champs, des villages, des ponts pour vous rajouter du dénivelé dans votre promenade de forêt.
Tout se présente à vous pour un dépaysement de la ville et pour profiter de l'air pur.

La Bibiche est facile d'accès à Kuntzig grâce à des lignes de bus Citéline qui vous permettent de rejoindre le cours d'eau depuis Thionville ou Yutz.